# Otomi
Otomi – autochtoniczna grupa etniczna środkowego Meksyku, posługująca się co najmniej 4 blisko spokrewnionymi językami. Zajmują się głównie rolnictwem.
Liczebność Otomich wykazuje tendencję spadkową, w połowie XIX wieku wynosiła 700 tysięcy, obecnie 250 tysięcy osób.